# Aechmea triticina
Espèce
Classification phylogénétique
Aechmea triticina est une espèce de plantes à fleurs de la famille des Bromeliaceae, endémique de la forêt atlantique (mata atlântica en portugais) au Brésil.

## Synonymes
- Aechmea pineliana var. minuta M.B.Foster[1] ;
- Aechmea triticina var. triticina[1] ;
- Pothuava pineliana var. minuta (M.B.Foster) L.B.Sm. & W.J.Kress[1] ;
- Pothuava triticina (Mez) L.B.Sm. & W.J.Kress[1].

## Distribution
L'espèce est endémique des États d'Espírito Santo et de Rio de Janeiro au Brésil.

## Description
L'espèce est épiphyte.